# Elecciones al Parlamento de La Rioja de 1995
Las elecciones al Parlamento de La Rioja de 1995 se celebraron el día 28 de mayo. En ellas venció el PP por mayoría absoluta, proclamándose presidente Pedro Sanz. 

## Resultados

### General
| ← Elecciones al Parlamento de La Rioja de 1995 → |                                          |                          |        |       |         |     |
| Presidente y gobierno | Partido                                  | Candidato                | Votos  | %     | Escaños | +/- |
| - Presidente: Pedro Sanz - Gobierno: PP - Censo: 218.519 - Votantes: 166.422 (76,2%) - Abstención: 52.097 (23,8%) - Válidos: 165.252 - A candidatura: 162.396 (98,3%) | Partido Popular (PP)                     | Pedro Sanz               | 81.703 | 50,31 | 17      | +2  |
| - Presidente: Pedro Sanz - Gobierno: PP - Censo: 218.519 - Votantes: 166.422 (76,2%) - Abstención: 52.097 (23,8%) - Válidos: 165.252 - A candidatura: 162.396 (98,3%) | Partido Socialista Obrero Español (PSOE) | José Ignacio Pérez Sáenz | 56.335 | 34,69 | 12      | -4  |
| - Presidente: Pedro Sanz - Gobierno: PP - Censo: 218.519 - Votantes: 166.422 (76,2%) - Abstención: 52.097 (23,8%) - Válidos: 165.252 - A candidatura: 162.396 (98,3%) | Izquierda Unida-La Rioja (IU)            | Jesús Rodríguez Rubio    | 11.921 | 7,34  | 2       | +2  |
| - Presidente: Pedro Sanz - Gobierno: PP - Censo: 218.519 - Votantes: 166.422 (76,2%) - Abstención: 52.097 (23,8%) - Válidos: 165.252 - A candidatura: 162.396 (98,3%) | Partido Riojano (PR)                     | Leopoldo Virosta         | 11.069 | 6,82  | 2       | =   |
| - Presidente: Pedro Sanz - Gobierno: PP - Censo: 218.519 - Votantes: 166.422 (76,2%) - Abstención: 52.097 (23,8%) - Válidos: 165.252 - A candidatura: 162.396 (98,3%) | Alternativa Riojana (AR)                 |                          | 1.368  | 0,84  | 0       |     |
| - Presidente: Pedro Sanz - Gobierno: PP - Censo: 218.519 - Votantes: 166.422 (76,2%) - Abstención: 52.097 (23,8%) - Válidos: 165.252 - A candidatura: 162.396 (98,3%) | En blanco                                | N/A                      | 2.856  | 1,7   | N/A     | N/A |
| - Presidente: Pedro Sanz - Gobierno: PP - Censo: 218.519 - Votantes: 166.422 (76,2%) - Abstención: 52.097 (23,8%) - Válidos: 165.252 - A candidatura: 162.396 (98,3%) | Nulos                                    | N/A                      |        |       | N/A     | N/A |

## Investidura del Presidente de La Rioja
| Candidato       | Fecha                                                   | Voto       |    |    |   | PR | Total |
| --------------- | ------------------------------------------------------- | ---------- | -- | -- | - | -- | ----- |
| Pedro Sanz (PP) | 30 de junio de 1995 Mayoría requerida: Absoluta (17/33) | Sí         | 17 |    |   |    | 17/33 |
| Pedro Sanz (PP) | 30 de junio de 1995 Mayoría requerida: Absoluta (17/33) | No         |    | 12 | 2 |    | 14/33 |
| Pedro Sanz (PP) | 30 de junio de 1995 Mayoría requerida: Absoluta (17/33) | Abstención |    |    |   | 2  | 2/33  |

- Datos: Q5827544